# 歩兵第54連隊
歩兵第54連隊（ほへいだい54れんたい、歩兵第五十四聯隊）は、大日本帝国陸軍の連隊のひとつ。

## 沿革
- 1905年（明治38年）

4月 - 動員下令により、姫路、福知山、善通寺、丸亀、松山、高知などの歩兵補充隊が新規部隊の編成を開始
6月13日 - 軍旗拝受
- 1907年（明治40年）11月 - 第14師団から第17師団へ所属変更
- 1908年（明治41年）11月9日 - 岡山県御津郡伊島村に移転[1]。
- 1925年（大正14年）5月1日 - 宇垣軍縮により本連隊は廃止
- 1938年（昭和13年）

7月14日 - 軍旗拝受、第17師団隷下となる
- 1943年（昭和18年）

11月 - ニューブリテン島へ移動
- 1945年（昭和20 年）

4月 - 連隊主力はラバウルへ移動、第1大隊はタラセア半島に残留
8月 - 終戦

## 歴代連隊長
| 第一次 |            |                        |                |
| 1      | 増田通     | 1905.4.17 -            | 中佐           |
| 2      | 安東貞一郎 | 1905.6.8 - 1907.2.13   |                |
| 3      | 増田通     | 1907.2.13 - 1912.12.26 | 中佐、大佐昇進 |
| 4      | 沓谷栄輔   | 1912.12.26 - 1917.8.6  |                |
| 5      | 佐治喜一   | 1917.8.6 -             |                |
| 6      | 中島銑之助 | 1920.5.12 -            |                |
| 7      | 久保精唯   | 1920.5.12 -            |                |
| 8      | 服部保     | 1924.12.15 - 1925.5.1  |                |
| 第二次 |            |                        |                |
| 1      | 高橋政雄   | 1938.7.15 -            |                |
| 2      | 田坂八十八 | 1940.3.9 -             |                |
| 3      | 沖静夫     | 1941.3.1 -             |                |
| 4      | 平島周平   | 1942.3.6 -             |                |
| 末     | 丸山巌     | 1945.4.25 -            |                |